# Paco de Lucía
Paco de Lucía, artistnamn för Francisco Sánchez Gómez, född 21 december 1947 i Algeciras i Spanien, död 25 februari 2014 i Playa del Carmen i Quintana Roo i Mexiko, var en spansk gitarrist, framför allt verksam inom flamencogenren.
Han började spela gitarr vid sex års ålder, under ledning av sin far, Antonio Sánchez, och sin bror, Ramón de Algeciras. Först ackompanjerade han andra flamencoartister, men från 1967 började han som solist och samma år spelade han också in sin första soloskiva.
År 1973 gav han ut skivan Entre Dos Aguas som skulle komma att tillbringa 20 veckor på spanska topplistan. Det blev något av ett genombrott for honom även internationellt där han nådde viss framgång. Hans stora internationella genombrott kom dock 1981 när skivan Friday Night in San Francisco (gitarrtrio med John McLaughlin och Al Di Meola) släpptes. Paco de Lucía räknas som en av de största personligheterna inom spansk musik under 1900-talet.[källa behövs]
Innan han blev ombedd att tolka och spela Joaquín Rodrigos Concierto de Aranjuez 1991 hade han aldrig kunnat läsa noter. Han lärde sig de flesta passager helt enkelt genom att lyssna på tidigare tolkningar.

## Diskografi (ofullständig)
1. "Dos guitarras flamencas" (1965) med Ricardo Modrego
2. "Dos guitarras flamencas en stereo" (1965) med Ricardo Modrego
3. "Doce canciones de García Lorca para guitarra" (1965) med Ricardo Modrego
4. "Dos guitarras flamencas en America Latina" (1967) med Ramón de Algeciras
5. "La fabulosa guitarra de Paco de Lucía" (1967)
6. "Hispanoamerica" (1969)
7. "Fantasía flamenca" (1969)
8. "Recital de guitarra" (1971)
9. "El duende flamenco" (1972)
10. "Entre Dos Aguas" (1973)
11. "En vivo desde el teatro real" (1975)
12. "Fuente y caudal" (1975)
13. "Almoraima" (1976)
14. "Interpreta a Manuel de Falla" (1978)
15. "Castro Marín" (1981)
16. "Friday Night in San Francisco" (1981) med Al Di Meola och John McLaughlin
17. "Solo quiero caminar" (1981) The Paco de Lucía Sextet
18. "Passion, Grace and Fire" (1983) med Al Di Meola och John McLaughlin
19. "Live One Summer Night" (1984) The Paco de Lucía Sextet
20. "Siroco" (1987)
21. "Zyryab" (1990)
22. "Concierto de Aranjuez" (1991)
23. "Live in America" (1993) The Paco de Lucía Sextet
24. "The Guitar Trio" (1996) med Al Di Meola och John McLaughlin
25. "Luzia" (1998)
26. "Cositas Buenas" (2004)